# Otto Brunner
Otto Brunner (21 de abril de 1898 Mödling, Baja Austria – 12 de junio de 1982, Hamburgo) fue un historiador austriaco. Es conocido por su trabajo en el período medieval tardío y en la temprana historia social europea moderna.
Las investigaciones de Brunner marcaron un quiebre con las formas tradicionales de historia social y política practicada en la academia de Alemania y Austria a fines del siglo XIX y principios del siglo XX, proponiendo en su lugar un nuevo modelo de historia social basado en la atención a los valores culturales "folklóricos", particularmente en relación con la violencia política y las ideas de señorío y liderazgo. Bruner es considerado el precursor de la Nueva Historia Social de la posguerra en Alemania.
Fue docente en la Universidad de Viena y más tarde en la Universidad de Hamburgo. De 1940 a 1945, se desempeñó como director del Instituto de Investigación Histórica de Austria (Institut für österreichische Geschichtsforschung) en Viena.

## Trabajos y perspectiva histórica
Brunner se calificado como uno de los medievalistas alemanes más importantes del siglo XX, pero su legado como historiador en la posguerra de Austria y Alemania ha sido controvertido. Junto con muchos académicos austríacos conservadores en las décadas de 1920 y 1930, Brunner adoptó la política pangermanista y dio la bienvenida al Anschluss nazi.
Intentó unirse al Partido Nazi en 1938, aunque su solicitud fue detenida hasta 1941.
En 1939 el libro de Brunner Land und Herrschaft (Tierra y señorío) fue acogido como una contribución fundamental a la "nueva" historiografía alemana que valorizó el papel histórico del "pueblo" (Volk), la comunidad germano-racial cuya ciudadanía y espíritu los nazis afirmaron encarnar. En el libro, Brunner argumentó que la idea de una "Tierra" -una región histórica y culturalmente distinta dentro de la política imperial medieval- no era simplemente una invención de la ley feudal, sino una consecuencia de reclamos de poder más orgánicos y culturalmente complejos (Herrschaft) descansando en la idea del dominio patriarcal sobre un hogar y sus miembros (Hausherrschaft), así como el de un cacique sobre su banda de guerreros (Gefolgschaftsrecht).
Estas tradiciones, argumentó Brunner, fueron aspectos fundamentales de la conciencia popular y la vida social germánicas y jugaron un papel clave en la configuración de la historia de las tierras alemanas. Bruner criticó los enfoques de la historia que, en aquel entonces, consideraban las instituciones y prácticas legales medievales como antecedentes primitivos de una forma supuestamente más avanzada de comunidad política, a saber, el Estado-nación constitucional. La devaluación radical de la idea del liberalismo político y la centralidad del estado nación democrático también podía ser encontrado en los escritos del teórico del derecho Carl Schmitt -también afiliado al Partido Nazi-, cuya obra Brunner siguió de cerca y citó en sus libros.
A pesar de que sus esfuerzos intelectuales eran claramente alineados con el nazismo, Brunner, aparentemente, no era personalmente antisemita e incluso utilizó sus propios recursos y conexiones políticas durante la guerra para proteger a la madre de un colega, Erich Zöllner, quién era en parte judía y habría estado sujeta a la deportación.
Debido a sus afiliaciones políticas, Brunner se vio obligado a abandonar su puesto en la universidad en 1945 y trabajó durante varios años como académico independiente antes de ser nombrado en la cátedra de historia medieval en Hamburgo en 1954 como sucesor de Hermann Aubin. En el período de la posguerra, Brunner continuó escribiendo sobre la historia medieval y sobre historia social temprano-moderna.
Land und Herrschaft siguió siendo un texto modelo en Alemania para la historia de la organización social medieval desde una perspectiva cultural. En 1949, Brunner publicó su segunda obra aclamada, Adeliges Landleben und Europäischer Geist (La vida rural noble y el espíritu europeo), una biografía muy original del barón austriaco Wolf Helmhard von Hohberg (1612-1688) que iluminó los valores culturales e intelectuales compartidos de la nobleza europea en el período moderno temprano. También produjo una colección de ensayos, Neue Wege der Verfassungs- und Sozialgeschichte (Nuevos caminos de la historia constitucional y social) (1956) en el cual presentó algunas de las ideas de Land und Herrschaft en una forma modificada e intentó ofrecer una noción ampliada de la historia como base de una nueva cultura global.
Brunner también contribuyó, con Werner Conze y Reinhart Koselleck, a una importante obra enciclopédica, Geschichtliche Grundbegriffe, o Conceptos Históricos Fundamentales, que ayudó a dar forma a una nueva disciplina, la de la historia conceptual. La historia conceptual trata de la evolución de ideas paradigmáticas y sistemas de valores en el tiempo. Brunner, junto con sus colegas, creía que la historia social -de hecho toda reflexión histórica- debe comenzar con una comprensión de los valores y las prácticas culturales históricamente contingentes en sus contextos particulares a lo largo del tiempo.

## Legado y controversia
Brunner, junto con historiadores como Karl Bosl, Walter Schlesinger, Theodor Schieder y Werner Conze –todos los cuales apoyaron o simpatizaron abiertamente con el nazismo de una manera u otra antes y durante la guerra – dominaron la teoría y la enseñanza de la historia social medieval en Alemania y Austria de la posguerra. Algunos académicos, como el medievalista checo František Graus, intentaron plantear preguntas sobre las implicaciones ideológicas de sus métodos y teorías, así como de la sustentabilidad de algunas de sus interpretaciones históricas, pero no lograron desplazarlos de su posición en la academia. Más recientemente, el medievalista israelí Gadi Algazi alzó una crítica contra las teorías de Brunner, acusando a Brunner de leer sus fuentes a través de una lente fascista y de que sus libros estaban claramente destinados a apoyar una visión nazi de la historia cultural. Otros, como el historiador de Göttingen, Otto Gerhard Oexle, han argumentado que el trabajo de Brunner debe ser entendido en el contexto más amplio de las actitudes históricas de los años 20 y 30 y no simplemente descartado como propaganda nazi.
Otto Brunner murió en 1982 como profesor emérito de historia medieval en Hamburgo.